# Condé-lès-Herpy
Condé-lès-Herpy település Franciaországban, Ardennes megyében. Lakosainak száma 219 fő (2022. január 1.). Condé-lès-Herpy Banogne-Recouvrance, Château-Porcien, Herpy-l’Arlésienne, Saint-Fergeux és Saint-Germainmont községekkel határos.

## Népesség
A település népességének változása:
| Lakosok száma | 137  | 139  | 172  | 184  | 221  | 220  | 217  | 221  | 222  | 219  |
|               | 1968 | 1982 | 1990 | 2006 | 2013 | 2015 | 2017 | 2019 | 2020 | 2022 |